# Штолк
Штолк (њем. Stolk) општина је у њемачкој савезној држави Шлезвиг-Холштајн. Једно је од 134 општинска средишта округа Шлезвиг-Фленсбург. Према процјени из 2010. у општини је живјело 819 становника. Посједује регионалну шифру (AGS) 1059081.

## Географски и демографски подаци
Штолк се налази у савезној држави Шлезвиг-Холштајн у округу Шлезвиг-Фленсбург. Општина се налази на надморској висини од 40 метара. Површина општине износи 14,5 km². У самом мјесту је, према процјени из 2010. године, живјело 819 становника. Просјечна густина становништва износи 56 становника/km².